# Gotšald
Gotšald, osmi zagrebački biskup, nasljednik Verblena.

## Životopis
Gorički arhiđakon Ivan ne spominje Gotšalda na popisu zagrebačkih biskupa. Godine 1156. u ispravi kralja Gejze II., među svjedocima, kada kralj potvrđuje dar ostrogonskog nadbiskupa Martirija ostrogonskom kaptolu, među svjedocima stoji i "Gotschaldus, Zagrabiensis (episcopus)". Gotšalda kao zagrebačkoga biskupa spominje i Baltazar Adam Krčelić.

## Vanjske poveznice
Mrežna mjesta
- Gotšald (oko 1156.), životopis na stranicama Zagrebačke nadbiskupije

| Titule u Katoličkoj Crkvi | Titule u Katoličkoj Crkvi       | Titule u Katoličkoj Crkvi |
| ------------------------- | ------------------------------- | ------------------------- |
| prethodnik Verblen        | zagrebački biskup 1156. – 1161. | nasljednik Bernald        |